# Momignies
Momignies (dialectul picard: Momgniye) este o comună francofonă din regiunea Valonia din Belgia. Comuna Momignies este formată din localitățile Momignies, Beauwelz, Forge-Philippe, Macon, Macquenoise, Monceau-Imbrechies și Seloignes. Suprafața sa totală este de 85,58 km². La 1 ianuarie 2008 avea o populație totală de 5.156 locuitori. 
Comuna Momignies se învecinează cu comuna belgiană Chimay și cu Franța, mai precis cu comune din departamentele franceze Nord, Aisne și Ardennes.

## Localități înfrățite
- Polonia: Gizałki;
- Franța: Monts-sur-Guesnes.

1. ↑   https://www.citipedia.info/city/general/Belgium_Province+du+Hainaut_Momignies_id_2790906_lang_nl Lipsește sau este vid: |title= (ajutor)